# Protoneura paucinervis
Protoneura paucinervis – gatunek ważki z rodziny łątkowatych (Coenagrionidae). Występuje na terenie Ameryki Południowej, szeroko rozpowszechniony w dorzeczu Amazonki.